# Никола I Петрович
Никола I Петрович (7 октября 1841 — 2 марта 1921) — второй князь Черногории с 1860 года по 1910 год, а затем единственный король Черногории с 1910 по 1918 год из династии Петровичей-Негошей. Генерал-фельдмаршал Русской императорской армии (1910), последний остававшийся в живых носитель этого чина.

## Биография

### Начало княжения
Родился будущий король в городке Негуши — родовом гнезде династии Петровичей-Негошей. Его отцом был Мирко Петрович-Негош, брат правящего князя-митрополита Данилы I Петровича, а матерью — Анастасия Мартинович. В то время Черногория была теократией, где высшая церковная и светская власть переходила от дяди к племяннику.
В 1854 году Данило Петрович-Негош отказался от епископского сана ради вступления в брак с красавицей Даринкой Квекич, дочерью сербского купца из Триеста. Черногория стала чисто светской державой…
В 1856 году Никола поступил в Лицей Людовика Великого (Louis-le-Grand) в Париже. На этом настояла княгиня Даринка — большая поклонница французской культуры. Принц завершал там курс, когда 13 августа 1860 года, после убийства дяди Данилы I, он был провозглашён князем Черногории. В ноябре того же года молодой князь женился на дочери черногорского воеводы Петра Вукотича, Милене. Венчание состоялось в Цетине, в т. н. Влашской церкви.
В 1862 году Никола I выступил в поддержку герцеговинских повстанцев Луки Вукаловича и открыл военные действия против Турции. Командование черногорскими контингентами князь возложил на своего отца Мирко Петровича-Негоша, которому первые военные успехи доставили прозвище «Шпаги Черногории». Однако дальнейшая кампания развивалась неудачно. В конце концов, турки взяли Цетине, и Николе пришлось подписать невыгодный мир. От полного унижения Черногорию спасло дипломатическое вмешательство России.
В 1867 году Никола I написал текст патриотической песни «Туда, туда!», ставшей гимном черногорского народа. В 1867 году Никола I посетил Париж и встретился с императором Наполеоном III. В 1868 году Никола I совершил европейское турне. Князь посетил Россию и встретился с императором Александром II. На обратном пути он побывал в Берлине и Вене. В 1869 году Никола I тайно поддерживал восстание племени кривошан (кривошије) против Австро-Венгрии.

### Славяно-турецкая война и её итоги
19 июня 1875 года в Герцеговине вспыхнуло очередное восстание против турецких беззаконий. Возглавил его хорватский католический священник Иван Мусич (Ivan Musić). Никола I снова оказал повстанцам поддержку. В начале июня 1876 года Черногорией и Сербией был подписан тайный договор о союзе, а также военная конвенция, благодаря которой Черногория получала денежные средства для организации армии, закупки оружия и боеприпасов. 18 июня 1876 года Сербия и Черногория объявили войну Турции. Локальный конфликт вскоре перерос в широкомасштабную Славяно-турецкую войну, завершающая фаза которой известна как Русско-турецкая война 1877—1878 гг.. Ивану Мусичу Никола I присвоил звание воеводы Поповского.
Основные события на Черногорском театре боевых действий разворачивались в Герцеговине и в направлении албанской границы. Черногорские войска были разделены на две части. Главные силы под предводительством князя Николы I оперировали на северо-западной границе, вспомогательные отряды под руководством воеводы Божидара Петровича действовали на рубежах восточнее Подгорицы. За период с июня по октябрь 1876 г. черногорцы выиграли 6 крупных битв, потери турок составили 17 тыс. убитых, 18 тыс. раненых и 1150 пленных. При этом было убито 700 и ранено 1300 черногорцев. Среди этих сражений наиболее значимой стала победа у Вучьего Дола 28 июля 1876 года. В честь этой важной для черногорцев битвы болгарский писатель Иван Вазов написал своё произведение «Чёрная Гора».
Черногорские войска освободили Никшич, Бар и Ульцинь. Поход на Подгорицу был остановлен началом мирных переговоров между Россией и Турцией, в результате которых в марте 1878 г. было заключено Сан-Стефанское мирное соглашение. Однако уже летом 1878 г. выгодные для победителей условия были оспорены ведущими европейскими державами на Берлинском конгрессе. Под сильным дипломатическим давлением Россия была вынуждена согласиться на пересмотр договора. По итогам Берлинского конгресса, Черногория получила города Билечу, Бар, Ульцинь, Никшич, Колашин, Андриевицу, Жабляк и Подгорицу. Страна вернула утраченный в Средние века выход к морю, а независимость её была официально признана мировым сообществом. Подданные нарекли князя Николу Царём Юнаков. Но по требованию Австро-Венгрии черногорцам запрещалось иметь военный флот и строить оборонительные укрепления, а Черногорское Приморье отдавалось под санитарный и военный контроль австрийского командования.
12 апреля 1877 года был награждён российским орденом Святого Георгия 3 степени, а в январе 1878 года 2 степени этого ордена.
Собравшаяся в апреле 1879 года Скупщина сформулировала основные задачи государственного строительства: реформу управления, развитие транспортной инфраструктуры, повышение уровня образования населения. По предложению князя Николы, вместо Сената были созданы Государственный совет, правительство и «Большой суд». Госсовет наделялся функциями законодательной власти. Было сформировано пять министерств: иностранных дел, внутренних дел, финансов, юстиции и обороны. Территориально Черногория была разделена на 10 нахий (уездов): Катунскую, Риечку, Црмничку, Лешанскую, Приморскую, Брдскую, Никшичскую, Зетскую, Морачскую и Васоевичскую. Значительную роль сыграло появление общего свода имущественных законов, составленного хорватским юристом Балтазаром Богишичем, в котором была сделана попытка введения фундаментальных гражданских прав по образцу передовых европейских государств.
В мае 1881 года были завершены масштабные двухлетние работы по строительству транспортной магистрали от приморского Котора до Цетинье. В 1902 году было открыто железнодорожное сообщение Бар—Вирпазар. В 1884 году османский султан Абдул-Хамид II подарил Николе Негошу роскошный особняк в стамбульском квартале Эмирган, где вплоть до Первой мировой войны располагалось посольство суверенной Черногории.
К 1889 в Черногории насчитывалось 101 образовательное учреждение, в которых обучалось более 5 тыс. человек.
В 1896 году Никола I организовал брак своей дочери Елены с итальянским престолонаследником Виктором Эммануилом, для чего дочери князя пришлось принять католичество. Возмущённая сменой веры дочерью, Милена в знак протеста отказалась присутствовать на её свадьбе. После бракосочетания Елены и Виктора Эммануила, Никола I стал часто посещать близлежащий итальянский город Бари. Местные жители глубоко уважали князя, а впоследствии воздвигли в городе в его честь памятник Zi Nicole.
Во время Русско-японской войны Никола I объявил войну Японии, организовал на Адриатических курортах Черногории бесплатное размещение раненых русских солдат и офицеров, а также детей погибших.
19 декабря 1905 года была принята первая конституция, по которой Черногория провозглашалась конституционной монархией. Со временем в стране сформировались первые политические партии, среди которых наиболее выделялись «клубаши» и «праваши». «Клубаши» находились в оппозиции по отношению к князю и правящей элите, в отличие от поддерживавших их «правашей». Раскол в обществе стал причиной нескольких политических кризисов в Черногории, которые привели к двум неудачным покушениям на князя Николу. Одним из участников покушения 1907 года был 16-летний Йован Томашевич, будущий коммунист. В 1906 году в Черногории была введена национальная валюта — перпер. К 1906 году в Цетине действовали представительства 11-ти иностранных государств.

### Королевский титул
Титул короля (или «королевское высочество», согласно российским архивным документам) Никола I принял в 1901 году, чтобы его старший сын смог жениться на внучке английской королевы Виктории. Следуя общеевропейской традиции, а также укрепляя свою власть в стране, 28 августа 1910 года, на 50-летие своего царствования Никола I провозгласил княжество Черногория королевством. Благодаря этому он стал первым королём этой страны после многовекового перерыва. Отныне монарх именовал себя Никола I, король Черногории и Брды, господарь Зеты, Приморья и Скадарского озера. В этот день Никола I был награждён болгарским орденом Св. Кирилла и Мефодия и румынским орденом Кароля I.  Тогда же Николай II пожаловал королю чин генерал-фельдмаршала Российской императорской армии. Король Никола I стал предпоследним русским фельдмаршалом (после него это звание было присвоено только румынскому монарху Каролю I) и единственным, дожившим до революции 1917 года.
В связи с принятием Николой I титула короля герб страны был видоизменён: золотой орёл был заменём серебряным; щит, на котором изображался лев, стал полностью красным, а княжескую корону сменила королевская. Кроме того, герб стали изображать под пурпурной горностаевой королевской мантией.
Спустя 4 года, накануне Первой мировой войны, Никола I присвоил себе чрезвычайные полномочия самодержавного монарха.

### Прижизненные оценки его личности
В 1865 году русский историк и дипломат Викентий Макушев с нескрываемой иронией писал о Николе I Негоше: 
Правитель Черногории не прочь разыгрывать роль немецкого князька.
Никола I сподобился ввести Черногорию в число суверенных европейских держав: равной среди равных. Государь часто совершал заграничные путешествия в Австрию, в Германию, во Францию, в Россию, Италию и другие государства; он неплохо владел немецким, французским, итальянским и русским языками. Князь правил Черногорией с большим дипломатическим искусством, маневрируя между великими державами. Никола был умелым политиком и хорошим отцом: он устроил выгодные династические браки для своих детей, что принесло ему прозвище «тестя Европы».
Секретарь русской миссии в Цетине Ю. Я. Соловьёв, находившийся при черногорском дворе в 1905 году и отозванный по требованию князя в Россию, писал в своих воспоминаниях: «Это была необыкновенно живописная фигура. Николай был прирождённым актёром… Любимым занятием Николая была политика. Он ссорил дипломатов друг с другом, чтобы поочерёдно получать сведения об их коллегах. Он всячески старался произвести впечатление на окружающих, поражая их деланной простотой и добродушием. В действительности он был весьма хитрым и прошедшим через многие политические трудности политическим интриганом».
Витте в своих мемуарах упоминает эпизод, как российский император Александр III произносит тост «За моего единственного друга, князя Николая Черногорского».

### Изгнание
Поражение сербской армии от австро-германских войск вынуждает её отступать к Адриатике через Черногорию. Когда Никола понял, что оккупация страны неизбежна, 3 января 1916 года он назначает сердара Янко Вукотича начальником штаба Верховного командования Черногории и передаёт ему всю полноту власти в стране. Сам монарх вместе с правительством и Скупщиной покидает страну. Черногорская армия была вынуждена капитулировать перед многократно превосходящими австрийскими и германскими силами. 21 января 1916 года Янко Вукотич подписал акт о капитуляции. Черногория, которую называли «Славянской Спартой», была оккупирована австрийцами.
Никола Петрович-Негош поселился с семьёй во Франции. В 1917 году, согласно Декларации Корфу, было объявлено о слиянии Черногории с Сербией. 26 ноября 1918 года Черногория официально вошла в состав Королевства Сербов, Хорватов и Словенцев. Этот государственно-правовой акт был односторонним и фактически означал свержение Черногорской монархии. Все усилия черногорских дипломатов на Версальской конференции остались тщетными, международно-правовой суверенитет страны был утрачен.
Оставшись во Франции, легитимный король Никола I продолжал претендовать на трон до своей смерти в Антибе. Он был похоронен в Италии, в Сан-Ремо, в русском Храме Христа Спасителя, принадлежавшем на тот момент к Карловацкой юрисдикции. В 1989 году прах Николы, королевы Милены и двух их детей был перезахоронен в Черногории, в дворцовой Церкви Рождества Богородицы в Цетине.

## Семья
От брака Николы I с Миленой Вукотич родились дети:
- Зорка (1864—1890), в 1883 году вышла замуж за сербского принца-эмигранта, будущего короля Петра I;
- Милица (1866—1951), в 1889 году вышла замуж за великого князя Петра Николаевича;
- Анастасия (1867—1935), в 1889 вышла замуж за Георгия Максимилиановича, герцога Лейхтенбергского, в 1907 году второй брак с великим князем Николаем Николаевичем;
- Марица (1869—1885);
- Данило II Александр (1871—1939);
- Елена (1873—1952), королева Италии и Албании, императрица Эфиопии, супруга Виктора Эммануила III;
- Анна (1874—1971), в 1897 году вышла замуж за Франца Иосифа Баттенберга;
- София (2 мая 1876 — 14 июня 1876);
- Мирко (1879—1918), отец Михаила Черногорского и дед Николая Черногорского, нынешнего престолонаследника;
- Ксения (1881—1960);
- Вера (1887—1927);
- Пётр (1889—1932).